# Hitna medicinska pomoć
Hitna medicinska pomoć (HMP) je posebna oblast zdravstvene zaštite na primarnom nivou, koja se organizuje u cilju preduzimanja neophodne i neodložne medicinske intervencije, čijim bi se nepreduzimanjem teže narušilo zdravlje ili izazvalo trajno oštećenje zdravlja i ugrozio život bolesnika. Hitna medicinska pomoć, na globalnom nivou, sprovodi se u skladu sa zakonom i propisima o zdravstvenoj zaštiti i zdravstvenom osiguranju svake zemlje pojedinačno.
Hitnu medicinsku pomoć ne treba poistovećivati sa prvom pomoći, što se često u praksi čini, jer prva pomoć predstavlja skup mera, postupaka i aktivnosti koje sprovodi osoba koja je prva u prilici da pruži pomoć unesrećenom neposredno nakon povrede ili iznenadne bolesti. Ona je samo prvi korak u lancu spašavanja života bolesnoj osobi na samom mesu povređivanja ili razboljevanja (kuća, radno ili javno mesto, itd.), i prethodi onome što će uraditi hitna medicinska pomoć. Prva pomoć je izuzetno važna jer prema statističkim podacima, hitna medicinska pomoć je, na mestu nesreće ili razboljevanja, dostupna bolesniku tek za 5-7 minuta, a prema podacima iz literature, preko 50% smrtnih ishoda dogodi se u prvih nekoliko minuta od nesreće.

## Istorija
Hitna medicinska pomoć je najverovatnije stara koliko i ljudski rod. U primitivnoj ljudskoj zajednici kada bi jedan od članova te zajednice bio povređen, drugi član te iste zajednice pružio bi mu pomoć i odneo do njegovog primitivnog skloništa. Ako bi mu pri tome pokušao da zaustaviti krvarenje, dao vodu i neki drugi napitak ili stavio melem na ranu onda se to može smatrati najranijim (primitivnim) oblikom hitne pomoći povređenom.
Vavilonci su u svojoj zajednici imali običaj da povređenog donesu na neko javno mesto, gde ga je svako mogao videti i pregledati. Svrha tog postupka bila je da se među prisutnima pronađe neko ko može da povređenom pomogne.
Natpisi na egipatskim grobnicama govore o primeni udlaga kod prelomljenih udova, lečenju rana, lomova i povreda glave.
Posebna potreba za organizacije zbrinjavanja i lečenja povređenih i naglo obolelih na mestu gde ih je povreda ili bolest zatekla ukazala se u velikim ratovima tokom srednjeg veka. Ipak razvoj hitne medicinska pomoć nije tekao zajedno sa razvojem medicine uopšte.
Prvi evropski grad koji je dobio organizovanu zdravstvenu ustanovu za hitne slučajeve – „Stanicu za spasavanje utopljenika“ osnovanu 1762, bio je Hamburg. Godine 1781. u Beču je osnovano „Bečko društvo za spasavanje“. Ove dve ustanove smatraju se prvim organizovanim stanicama za hitnu medicinsku pomoć.
Za prve začetke organizovane hitne medicinske pomoći velika zaslugu imali su u 18. veku hirurzi Dominik Lare i Fransoa Persi. Za razliku od dotadašnjih hirurga koji su se bavili isključivo lečenjem rana, (dok je na bojnom polju umiralo na stotine ranjenika zbog brojnih organizacionih problema sanitetske službe) Dominik Lare i njegov kolega Fransoa Persi pored lečenja ranjenika, rešavali su i organizaciona pitanja hirurške pomoći na bojnom polju, pre svega načine i oblike „hitne medicinske pomoći“. 
„Izraz hitna pomoć evoluirao je kroz vekove. Iako je primena vagona i kola, kao sredstva za prevoz bolesne, zabeležena u istoriji medicine još 900., termin hitna pomoć nije bio primenjivan sve do njegovog uvođenja od strane kraljice Španije u 15. veku. Kako se, ovaj termin u tom periodu više odnosio na poljske bolnice i šatore za ranjene, a ne na sredstva za prevoz ranjenika sa bojnog polja, tek u vreme Dominika Larea hitn pomoć dobila je novo značenje i odnosila se na primenu posebno opremljenih prevoznih sredstava za prevoz bolesnih ili ranjenika najčešće u bolnicu....
Osnivačem i ocem organizovane hitne medicinske pomoći posle masovnih ranjavanja može se smatrati Henry Dunant, koji je posle bitke kod Sollferina, 1859. godine, zapanjen patnjama ranjenika na koje niko nije obraćao pažnju započeo njihovo zbrinjavanje, i tako osnovao upravo ono što danas nazivamo organizovanom hitnom medicinskom ili prvom pomoći.
Iz sve veće potrebe savremenog čoveka za što brže i kvalitetnije medicinsko zbrinjavanje i porasta broja teško povređenih i kritično obolelih osoba, razvilo se školovanje sve većeg broja kadrova za organizovano ukazivanje hitne medicinske pomoći i u okviru nje posebne multidisciplinarna grana medicine, urgentna medicina. Termin „urgentna medicina“ prvi je upotrebio profesor Hamburger u Parizu 1954. godine. Po njegovim rečima: urgentna medicina označava posebnu medicinsku disciplinu, koja specifičnim metodama i u posebnim organizacionim jedinicama tretira sva teška stanja, bez obzira koje su prirode; poremećaj srčanog ritma, intoksikacija, teška trauma, komatozno stanje i dr.
O urgentnoj medicini kao zasebnoj specijalizaciji počelo se razmišljati početkom šezdesetih godina. U tom periodu nastale su prvo udruženje lekara koji se bave isključivo urgentnom medicinom (American College of Emergency Physicians).
U Beogradu je između dva svetska rata radila Stanica za spasavanje u ul. Kneginje Perside 57, sa telefonskim brojem 23456, u kojoj su radili reonski lekari. Usluge ove stanice siromašni građani nisu plaćali, dok su imućniji građani usluge plaćali 40 dinara preko dana a 50 dinara noću. Lekar stanice je morao doći na lice mesta "najdalje za jedan sat". U oktobru 1937. otvorena je sanitetska auto-stanica za prevoz bolesnika i ranjenika, broj telefona 24-479. Takve auto-stanice su osnovane i u Sarajevu, Splitu, Nišu i Novom Sadu.
Na prostoru bivše Jugoslaviji 1979. godine, u SR Bosni i Hercegovini, prvi put je osnovana Katedra za urgentnu medicinu u Sarajevu i u okviru nje uvedena posebna disciplina – specijalizacija urgentne medicine. Znatno kasnije (1992) osnovana je Katedra za urgentnu medicinu u Beogradu, čiji je prvi načelnik bio prof Vujčić.
Napretkom ekonomije i komunikacija u svetu, perspektive razvoja urgentne medicine se pomeraju od lokalnih ka nacionalnim, od nacionalnih ka globalnim. Danas dva globalna modela imaju najveći uticaj na razvoj urgentne medicine u najvećem delu sveta: anglo-američki model, koji dovodi pacijenta u bolnicu i francusko-nemački model, koji dovodi bolnicu do pacijenta.
Danas je organizovanje službe hitne medicinske pomoći u svakom ljudskom naselju i svuda gde ljudi žive ili borave i rade postala uslov bez koga se ne može ni zamisliti savremena zdravstvena zaštita.

## Značaj HMP
Hitna medicinska pomoć nije ništa drugo do hitno medicinsko zbrinjavanje bolesnika kojim se:
- zbog bolesti, stradanja ili povrede neposredno spašavaju ugroženi pojedini organi, deo tela ili život, odnosno kod kojih bi u slučaju ne pružanja pravovremene medicinske pomoći moglo doći do ugrožavanja osnovnih životnih funkcija, disanja i srčanog rada,
- obezbeđuje maksimalnog skraćenja vremena od nastanka hitnog stanja do potpunog zbrinjavanja, odnosno do upućivanja na dalje lečenje i smeštaja u zdravstvenu ustanovu.

## Osnovni principi HMP
Prema podacima iz novije literature, samo zbog velikih i teških povrede (oštećenje mozga, centralnog nervnog sistema, srca, aorte, velikih krvnih sudova) 45% svih umrlih nakon povređivanja, umire nekoliko sekundi do nekoliko minuta nakon povrede, 35% će umreti do nekoliko sati nakon povrede (tzv. rana smrt) a 20% u bolnici nekoliko dana ili nedelja nakon povređivanja (tzv. kasna smrt).
Koncepcija savremeno organizovane hitne medicinske pomoći nalaže da lekar i medicinska sestra-tehničar koji na mestu povređivanja ili razboljevanja započinju zbrinjavanje povređenog ili obolelog, u stvari započinju jedinstvenu dijagnostičko-terapijsku doktrinu, tako da je svaka sledeća faza do konačnog izlečenja samo logičan medicinski nastavak prethodnog započetog postupka.
Iz navedenih i sličnih pokazatelja proizašao je i osnovni zadatak hitne medicinske pomoći da ona mora u što kraćem roku i kontinuirano da zbrinjava povređene i akutno obolele osoba sa poremećenim ili ugroženim vitalnim funkcijama počev od mesta povređivanja ili oboljevanja, kao i tokom transporta do odgovarajuće zdravstvene ustanove.
Hitna medicinska pomoć se pruža;
- na mestu razboljevanja,
- tokom primarnog sanitetskog transporta,
- u jedinicama hitne pomoći, neprekidno 24 sata.

Hitnu pomoć obavljaju zdravstveni radnici koji su za tu namenu školovani ili obučeni iz hitne pomoći, u skladu sa zakonskim regulativama nadležnog Ministarstva zdravlja. Lekar u timu hitne medicinske pomoći na mestu povređivanja ili obolevanja obavlja pregled, dijagnostičke postupke, određuje i primjenjuje terapiju prema protokolu i koordinira radom ostalih članova tima. Po potrebi tim hitne medicinske pomoći s mesta intervencije prevozi bolesnika na dalje zbrinjavanje u zdravstvenu ustanovu.
Osim u zdravstvenim ustanovama namenjenim i opremljenim za ukazivanje hitne medicinske pomoći, na područjima na kojima je, zbog tranzita i boravka turista, povećanog broj korisnika zdravstvene zaštite, mogu se privremeno otvarati podstanice za hitnu pomoć.
U slučajevima masovnih nesreća i epidemija većih razmera, hitna medicinska pomoć se realizuje u skladu sa posebnim zakonom, svake zemlje pojedinačno i preporukama Svetske zdravstvene organizacije.

## Kada pozvati HMP?
Kada nedostaju životne funkcije
- zastoj disanja ili otežano disanje (dispneja)
- zastoj srca

Kada su životne funkcije tako poremećene da je iznenada nastala, ili postoji verovatnoća za nastanak, životna ugroženosti
- bol u grudnom košu, sa dodatno upozoravajućim znacima: bledosiva boja kože, slabost (mučnina, groznica, znojenje i otežano disanje koje traje više od 10 minuta
- besvesno stanje
- obilno povraćanje

Bol
- iznenadan jak ili probijajući bol (ako se ne može odrediti ni jedan poznati uzrok jakog bola),
- ako bol traje duže od 10 min.
- bolovi u trbuhu, sa tendencijom pogoršanja,

Teške povrede i rane
- duboke rane kod kojih se krvarenje ne zaustavlja,
- nagnječenje i otrgnuća tkiva,
- prelomi kostiju (nemogućnost opterećenja površine kosti, neuobičajena pokretljivost kosti, popraćena jakim bolom),
- povrede glave (znaci teške povrede glave praćeni su: nesvesticom, dezorijentacijom, gubitkom pamćenja događaja povezanih sa nesrećom),

Teške opekotine
- sa opečenom površinom kože od 15 i više procenata
- opekotine lica,

Alergijske reakcije
- otok usana i veđa,
- opšta slabost
- otežano disanje